# Allan Hedberg

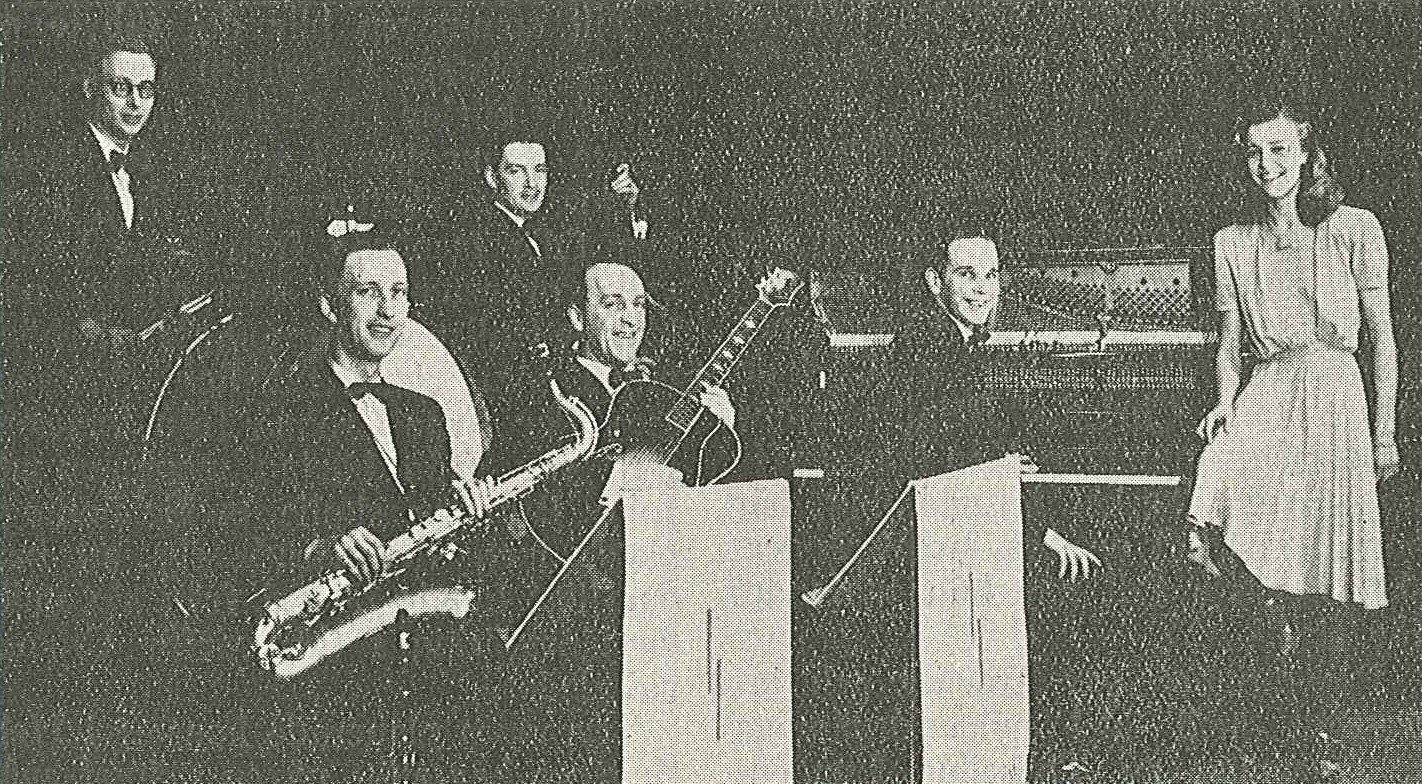
Allan Hedberg (i mitten) som gitarrist i Alice Babs turnéorkester 1943. Vid pianot ses Charlie Norman.

Allan Ture Henrik Hedberg, född 28 april 1905 i Adolf Fredriks församling i Stockholm, död 7 juli 1993 i Engelbrekts församling i Stockholm, var en svensk gitarrist och orkesterledare.
Hedberg är begravd på Norra begravningsplatsen utanför Stockholm.

## Filmografi
- 1940 – Lillebror och jag
- 1949 – Med flyg till sjunde himlen